# Jiangjin
Jiangjin (en chino simplificado, 江津区; pinyin, Jiāngjīn qū) es un distrito urbano bajo la administración del municipio de Chongqing, en el centro de la República Popular China. Se ubica en las riveras del río Yangtsé. Su área es de 3217 km² y su población total para 2006 fue cercana a los 1,5 millón de habitantes.

## Administración
El distrito de Jiangjin se divide en 30 pueblos que se administran en 5 subdistritos y 25 poblados.

## Historia
Jiangjin tiene una historia de 1500 años.
- En el 487, el condado Jiangzhou fue funado aquí.
- En el 557, el condado Jangzhou fue renombrado como condado Jiangyang.
- En el 583, el condado Jiangyang fue renombrado como condado Jiangjin.
- En el 1983, el condado Jiangjín fue puesto bajo la administración de Chongqing.
- En el 1992, el condado Jiangjín fue promovido a ciudad,llamada ciudad de Jiangjín .
- En el 2006, la ciudad de Jiangjín bajó la categoría a condado.

## Economía
Jiang jín es una de las zonas importantes de producción de cítricos en China, con una larga historia de cultivos, la naranja tuvo su posible origen aquí. 
Los principales productos agrícolas son el arroz, trigo, soya, camote, maíz, pimiento, verduras y frutas. Se crían animales principalmente cerdos, además hay una importante actividad pesquera.
En 2006, el PIB total anual fue 14894 millones de yuanes.